# Nodar Assatiani
Nodar Assatiani (en géorgien : ნოდარ ასათიანი ; né le 8 janvier 1931 et mort en mars 2013) est un historien géorgien spécialiste de la période médiévale. Son travail comporte notamment des œuvres traduites en français et en anglais.

## Biographie
Nodar Assatiani est né en 1931 à Tbilissi. Son père, Chota Assatiani, est un ancien officiel du ministère soviétique de la Culture et un soldat envoyé sur le front en 1941 qui disparait durant la bataille de Stalingrad. À la suite de cette disparition, il est éduqué par sa mère et son grand-père. Assatiani est diplômé de l'université d'État de Tbilissi, où il enseigne en tant que spécialiste du système féodal géorgien à partir de 1959.
En 1976, il est élu doyen du département d'histoire, avant d'être de 1991 à 2004 directeur dudit département de l'université d'État de Tbilissi. Depuis, Nodar Assatiani est resté un historien respecté en Géorgie et continue à écrire des livres et des manuels d'écoles, qui sont traduits en anglais, en français, en russe, en arménien et en azéri. Entre 2000 et 2004, il avait été le rédacteur en chef de la revue Études historiques et fut décoré à deux reprises en 2000 de la médaille d'Ivane Djavakhichvili et de l'Ordre de la Dignité.

## Importants travaux
Nodar Assatiani est l'auteur de plus de 80 travaux. Ses plus importantes publications sont :
- (ka) Matériel pour l'histoire de la Géorgie du XVIIe siècle, Tbilissi, 1973
- (ka) Le chemin vers la délivrance et la résurrection - les relations entre la Géorgie et la Russie de l'Antiquité au traité de Guiorguievsk, Tbilissi, 1983
- (ka) Le royaume de Kakhétie aux XVe et XVIe siècles, Tbilissi, 1989
- (fr) Histoire de la Géorgie, L'Harmattan, Paris, 1997
- (ka) Histoire de la Géorgie de l'Antiquité au XIXe siècle, Tbilissi, 2005
- (ka) Histoire de la Géorgie - Tome II: du XIIIe au XIXe siècle, Tbilissi, 2008
- (en) History of Georgia, Tbilissi, 2009